# アル＝サイード・ベドウィン手話
アル＝サイード・ベドウィン手話（アル＝サイード・ベドウィンしゅわ、Al-Sayyid Bedouin Sign Language、略称: ABSL）は、イスラエル南部のネゲブ砂漠にあるアル＝サイード村（ベエルシェバの東、ヨルダン川西岸地区の境界線から若干南）に住むベドウィン住民の間で使われている独自の手話である。この手話は1990年代末に人類学者の目にとまり、自然発生的に誕生した視覚言語として注目を集めた。

## アル＝サイード村の特徴
アル＝サイード村の人口は2004年現在で人口3,000人ほどであるが聴覚障害の現れる割合が高く、150人ほどの聴覚障害者が住む。アル＝サイード・ベドウィン手話は聴覚障害者同士の会話に使われるほか、耳の聞こえる村人もこの手話で彼らと意思疎通を行っている。彼らは村の中では差別される存在ではなく、聴覚障害者と健常者との間の結婚も普通に行われている。
アル＝サイード村の住民のほとんどは、その血筋を村の誕生の時期まで遡ることができる。言い伝えによれば1800年代半ば、エジプトから来た男性とこの周辺に住んでいたベドウィンの女性がこの地に住んで自給農業を営んだ。村の礎を築いたこの夫婦には5人の息子がいたが、うち2人は、非症候群型で、遺伝的に潜性の、言語習得前の重度の感音性難聴を起こす遺伝子を持っていた。この男性とその子孫は「外国から来たフェラヒン」（fellahin、エジプトの地方に住む農民層）として近隣から結婚を忌避されたため、男性の息子たちは遠くガザから来た女性らをめとり、その後は一族の内部でいとこ婚を繰り返すことが多くなった。これによりホモ接合型の遺伝子型が一族の人々の中に現れるようになった。こうして言語習得前の重度難聴が村人の間に現れやすくなり、難聴者同士でのコミュニケーションの過程で村内に手話が自然発生した。
アル＝サイード・ベドウィン手話は1990年代末、人類学者のShifra Kischが最初に研究を始めた。2005年2月、米国科学アカデミー紀要にこの視覚言語に関する論文『The emergence of grammar: systematic structure in a new language』（文法の発生：新しい言語における系統的な構造）を科学者グループ（ニューヨーク州立大学ストーニブルック校のMark Aronoff、ハイファ大学のIrit MeirとWendy Sandler、カリフォルニア大学サンディエゴ校のCarol Padden）が発表したことにより国際的な注目を集めた。この言語は70年前から徐々に自然発生したものであり、他の言語の影響を受けないままに複雑な文法を構築するまでになっていた。これが言語の誕生を知る上での手がかりを与えるものとして、また「言語獲得装置」が人間の脳には生得的に備わっているという仮説を考える上で重要なものとして、言語学者の注目をひいた。
しかしアル＝サイード村の若い世代の聴覚障害者がろう学校でイスラエル手話やヨルダン手話を学び、村の外との通婚も増え始めたことから、この視覚言語の将来は不透明である。

## 文型
アル＝サイード・ベドウィン手話は、主語（Subject） - 目的語（Object） - 動詞（Verb）の語順をとるSOV型に分類される（例：母（が） - 子供（に） - 食べさせる）。これは、耳の聞こえる村人が話す現代のアラビア語や、イスラエルで話されるヘブライ語の語順であるSVO型とも、正則アラビア語（フスハー）の語順であるVSO型とも明らかに異なっている。また周辺地域の聴覚障害者が主に使うイスラエル手話やヨルダン手話とも異なる。上記論文『The emergence of grammar: systematic structure in a new language』の著者たちは、アル＝サイード・ベドウィン手話を、文法の並びとコミュニケーションの構成とを沿わせる、人間のもつ傾向の証拠であるとしている。
上記論文の著者たちは文法が構築される際の速度に関しても言及している。アル＝サイード村の手話を編み出した第一世代が早くもSOV型の語順を編み出している。また言語の発達も急速に進み、第三世代は第一世代の二倍の速度で手話による会話を行い、より長い文を駆使している。